# Pirituba Rugby Clube

Federação Paulista de Rugby

Pirituba Rugby Clube é um clube de rugby localizado no bairro de Pirituba, em São Paulo - SP.
Seus jogos são realizados na Arena Pirituba.

## Símbolos
O brasão do time possui a taboa, planta que deu origem ao nome do bairro, que em tupi significa "abundância de taboa". Ainda no escudo há o Pico do Jaraguá e uma locomotiva, uma referência ao primeiro time de rugby do Brasil, supostamente formado em Pirituba por funcionários ingleses da São Paulo Railroad que foi a empresa inglesa que implantou as primeiras estradas de ferro do Brasil.

## História
Em 2013 o Pirituba Rugby Clube disputou a "Divisão de Acesso" da Federação Paulista de Rugby.